# Мулдоанич
Мулдоанич (англ. Muldoanich) — остров в составе Внешних Гебридских островов у северо-западного побережья Шотландии. Один из группы островов Епископа.
Мулдоанич — небольшой остров, его площадь составляет 78 гектаров (0,78 км²). Высшая точка — пик Круачан (англ. Cruachan) — 153 метра. Мулдоанич находится в 4 км к юго-востоку от деревни Каслбей, главного порта на острове Барра. В настоящее время остров необитаем, но есть предположения, что когда-то там было население.